# Sisyra brunnea
Sisyra brunnea là một loài côn trùng trong họ Sisyridae thuộc bộ Neuroptera. Loài này được Banks miêu tả năm 1909.